# Запальний пальник

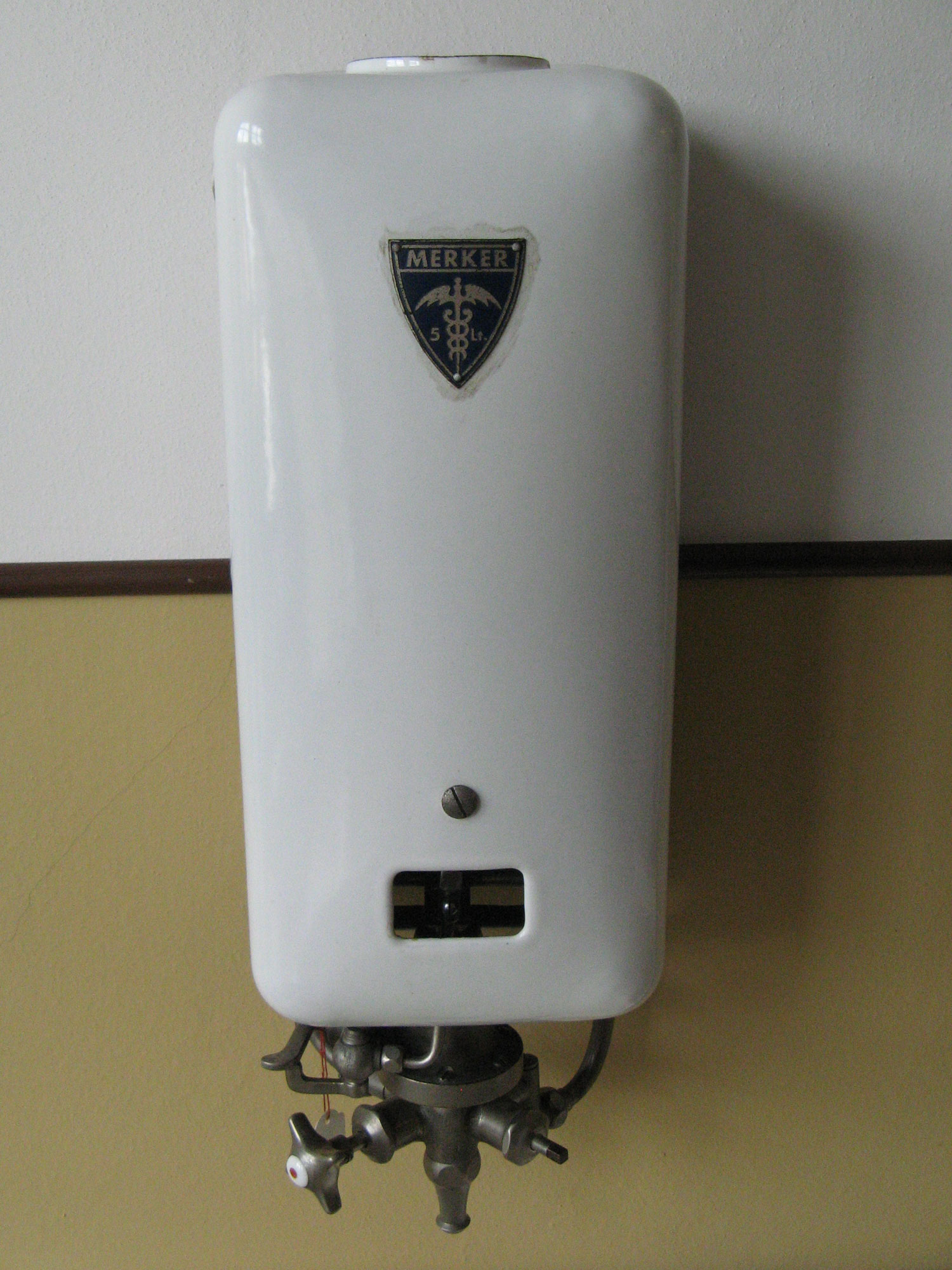
Газовий водонагрівач 1930-х років, з індикатором, який чітко видно через отвір у передній кришці. Великий отвір дозволяв вручну запалювати пілотний ліхтар запаленим сірником або конусом

Запальний пальник, пілотний пальник — це невелике газове полум'я, як правило, природного або зрідженого нафтового газу, яке служить джерелом запалювання для більш потужного газового пальника. Спочатку пілотний ліхтар постійно горів, але це витрачає газ. Зараз більш поширеним є запалювання пальника електричним способом, але газові контрольні лампи все ще використовуються, коли потрібне джерело запалювання високої енергії, наприклад, під час запалювання великого пальника.
13 травня 1922 року двома співробітниками компанії Public Service Gas Company, Конрадом Шаком-молодшим і Джорджем Лаєром, було подано заявку на патент Сполучених Штатів Америки на «безпечну систему контролю газу»

## Використання
Загальні застосування включають побутові водонагрівачі, системи центрального опалення, каміни, вогнемети та повітряні кулі.